# One of the Boys
One of the Boys je drugi studijski album američke pop-rock pjevačice Katy Perry, objavljen 17. lipnja 2008. u izdanju diskografske kuće Capitol Records.

## O albumu
Nakon objavljivanja albuma kršćanske glazbe Katy Hudson 2001. godine i otkazivanja objavljivanja albuma Katy Perry, Katy Perry objavljuje svoj debitantski album One of the Boys sredinom 2008. godine. Na albumu je radila još od svoje devetnaeste godine. S albuma su objavljeni hit singlovi "I Kissed a Girl", "Hot N Cold" i "Waking Up in Vegas". Prije objave albuma, Perry je objavila EP Ur So Gay te istoimeni internetski hit singl. Dosad je album prodan u preko pet milijuna primjeraka diljem svijeta. Na službenoj američkoj top listi albuma, album je debitirao na devetoj poziciji. Na Metacriticu je dobio ocjenu 47 na temelju 18 recenzija. Časopis NME je izvjestio da bi Madonna i bloger Perez Hilton mogli biti obožavatelji albuma, ali ih je prošao interes oko kupnje istog. Za promociju albuma Perry je krenula na svoju prvu svjetsku turneju, Hello Katy Tour, čiji je sponzor bio Live Nation, a trajala je od siječnja do studenog 2009.

## Popis pjesama
| Br. | Skladba                | Trajanje |
| --- | ---------------------- | -------- |
| 1.  | »One of the Boys«      | 4:09     |
| 2.  | »I Kissed a Girl«      | 3:01     |
| 3.  | »Waking Up in Vegas«   | 3:24     |
| 4.  | »Thinking of You«      | 4:09     |
| 5.  | »Mannequin«            | 3:19     |
| 6.  | »Ur So Gay«            | 3:39     |
| 7.  | »Hot N Cold«           | 3:42     |
| 8.  | »If You Can Afford Me« | 3:21     |
| 9.  | »Lost«                 | 4:18     |
| 10. | »Self Inflicted«       | 3:27     |
| 11. | »I'm Still Breathing«  | 3:48     |
| 12. | »Fingerprints«         | 3:55     |

### Bonus pjesme
| 13. | »I Think I'm Ready«          | 2:36 |
| 14. | »I Kissed a Girl« (rock mix) | 2:56 |

| 13. | »I Kissed a Girl« (rock mix) | 3:01 |

| 13. | »A Cup of Coffee« | 4:14 |

## Singlovi
I Kissed a Girl
Kao najavni singl za album objavljena je pjesma "I Kissed a Girl". Singl je postigao veliki uspjeh na top listama singlova diljem svijeta, došavši na broj jedan u preko 20 zemalja. Parodije pjesme su također bile uspješne. Singl je dobio nagradu za najbolji pop video na MTV-jevim japanskim video nagradama.
Hot N Cold
Drugi singl s albuma bio je "Hot N Cold". Kao i prethodni singl, Hot N Cold je zabilježio veliki uspjeh na top listama singlova. Pjesma se našla na soundtracku filma Prisila na brak i na soundtracku igre The Sims 2: Apartment Life. Singl je prodan u više digitalnih primjeraka od singla "I Kissed a Girl".
Thinking of You
Za treći singl s albuma odabrana je pjesma "Thinking of You". Katy Perry je željela pjesmu "Thinking of You" za prvi singl s albuma, ali je odabrana pjesma "I Kissed a Girl", kojoj je već počela rasti popularnost. Postoje dva spota za singl "Thinking of You". Prvi, neslužbeni, procurio je na internet tijekom svibnja 2008., dok je službeni video snimljen tijekom prosinca iste godine. "Thinking of You" je prva balada koju je Perry izdala kao singl.
Waking Up in Vegas
Četvrti i posljednji singl s albuma je "Waking Up in Vegas". Kao što mu i ime govori, singl "Waking Up in Vegas" govori o Las Vegasu, i općenito o stvarnom životu. Singl je zabilježio osrednji uspjeh na top listama. U SAD-u je postao njen treći top 10 hit, zauzevši devetu poziciju, a u Kanadi je dospio na drugu poziciju tamošnje top liste singlova. Singl je također bio veliki klupski hit. Na američkoj top listi Pop Songs, koja prati uspjeh pop singlova, "Waking Up in Vegas" je zauzeo prvu poziciju te je postao uspješniji od singla "I Kissed a Girl". Singl se u Hrvatskoj zadržao dva tjedna na 35-oj poziciji na top listi singlova.

### Ostali singlovi
Ur So Gay
Pjesma "Ur So Gay" je objavljena kao digitalni promotivni singl. Pjesma je stekla veliku popularnost na internetu. Madonna je izjavila da je "Ur So Gay" jedna od njenih omiljenih pjesama.
One of the Boys
Pjesma "One of the Boys" je objavljena kao promotivni singl u Australiji tijekom studenog 2008. Singl je dospio na broj 40 na australskoj top listi singlova te je nagrađen s zlatom certifikacijom za prodaju veću od 35.000 primjeraka.
If You Can Afford Me
Singl "If You Can Afford Me" objavljen je kao promotivni singl samo u Novom Zelandu gdje je dospio na broj 28 tamošnje top liste singlova.

## Top liste
| Top liste (2009.)      | Pozicija |
| ---------------------- | -------- |
| Australija             | 11       |
| Austrija               | 6        |
| Belgija (Flandrija)    | 24       |
| Belgija (Valonija)     | 23       |
| Danska                 | 4        |
| Finska                 | 13       |
| Francuska              | 10       |
| Hrvatska               | 12       |
| Irska                  | 10       |
| Kanada                 | 6        |
| Nizozemska             | 32       |
| Norveška               | 7        |
| Novi Zeland            | 17       |
| Njemačka               | 7        |
| Portugal               | 18       |
| SAD Billboard 200      | 9        |
| SAD Rock Albums        | 9        |
| Španjolska             | 47       |
| Švedska                | 19       |
| Švicarska              | 6        |
| Ujedinjeno Kraljevstvo | 11       |

## Certifikacije
| Država                 | Certifikacija |
| ---------------------- | ------------- |
| Australia              | platinasta    |
| Austrija               | platinasta    |
| Belgija                | zlatna        |
| Brazil                 | platinasta    |
| Kanada                 | 2× platinasta |
| Danska                 | zlatna        |
| Njemačka               | zlatna        |
| Grčka                  | zlatna        |
| Irska                  | platinasta    |
| Italija                | zlatna        |
| Novi Zeland            | zlatna        |
| Švicarska              | zlatna        |
| Ujedinjeno Kraljevstvo | platinasta    |
| SAD                    | platinasta    |

## Vanjske poveznice
- One of the Boys na službenoj stranici Katy Perry (engl.)
- One of the Boys na Metacriticu (engl.)